# Александров Пилип Григорович
Алекса́ндров Пили́п Григо́рович (*13 лютого 1907, село Кочежгурт, Удмуртія — †лютий 1943) — удмуртський дитячий поет, філолог, член спілки письменників СРСР (1939).

## З життєпису
В 1930 році закінчив Можгинський педагогічний технікум, навчався в Удмуртському державному педагогічному університеті. Працював вчителем. 1930 написав підручник для 1-го класу національної школи «Удмурт кыл» («Удмуртська мова»). Брав участь у Другій Світовій війні у сталінській армії, пропав безвісти.
В збірках віршів, виданих в Іжевську, «Будон» («Зріст»; 1935) та «Будись геройёс» («Зростаючі герої»; 1939) розкрив хвилюючу дітей тему — ким бути? З дитячою безпосередністю висловив радість, яку отримують діти від успіхів у праці. Вірші «Быле-быле», «Чипу-чип», «Педор-помидор» стали піснями, увійшли до дитячого музичного фольклору.

## Твори
- Выль школа: Нылпи веросъёс. Ижкар, 1934
- Кин ма ужасал?: Кылбуръёс. Ижевск, 1962
- Чипу-чип: Пиналъёслы кылбуръёс. Ижевск, 1976